# Стоктон-Спрінгс (Мен)
Стоктон-Спрінгс (англ. Stockton Springs) — місто (англ. town) в США, в окрузі Волдо штату Мен. Населення — 1533 особи (2020).

## Демографія
Згідно з переписом 2010 року, у місті мешкала 1591 особа в 694 домогосподарствах у складі 471 родини. Було 939 помешкань
Расовий склад населення:
| - 96,7 % — білих - 0,9 % — азіатів - 0,8 % — корінних американців - 0,4 % — чорних або афроамериканців |

До двох чи більше рас належало 1,3 %. Частка іспаномовних становила 0,8 % від усіх жителів.
За віковим діапазоном населення розподілялося таким чином: 17,3 % — особи молодші 18 років, 62,3 % — особи у віці 18—64 років, 20,4 % — особи у віці 65 років та старші. Медіана віку мешканця становила 49,9 року. На 100 осіб жіночої статі у місті припадало 89,6 чоловіків;  на 100 жінок у віці від 18 років та старших — 88,1 чоловіків також старших 18 років.
Середній дохід на одне домашнє господарство  становив 67 182 долари США (медіана — 51 711), а середній дохід на одну сім'ю — 72 718 доларів (медіана — 63 906). Медіана доходів становила 35 658 доларів для чоловіків та 32 109 доларів для жінок. За межею бідності перебувало 11,0 % осіб, у тому числі 15,8 % дітей у віці до 18 років та 5,6 % осіб у віці 65 років та старших.
Цивільне працевлаштоване населення становило 616 осіб. Основні галузі зайнятості: освіта, охорона здоров'я та соціальна допомога — 23,4 %, роздрібна торгівля — 17,7 %, будівництво — 10,6 %, мистецтво, розваги та відпочинок — 8,3 %.